# 特殊潜航艇
特殊潜航艇（とくしゅせんこうてい、英: midget submarine〈ミゼット・サブマリン〉）とは、敵海軍の泊地襲撃や、工作員潜入などに使われる軍用潜水艇・小型潜水艦。日本の甲標的をはじめとして、世界各国で製造・運用された。

## 概要
泊地襲撃に潜水艦を使用するというアイデアは、アメリカ独立戦争時に使用された世界最初の潜水艇である「タートル」や、南北戦争時に世界最初の艦艇を撃沈した「H.ハンリー」、第一次・第二次世界大戦時にも各国は使用しており、潜水艦運用初期にはごく基本的な戦法であった。
外洋行動が可能な大型潜水艦が実用化されると、泊地等の狭水域に対する襲撃行動は艦の大きさの点から不向きとなってきた。第二次世界大戦時には、狭水域における行動に適したサイズと独特の装備を有した潜水艇・特殊潜航艇が開発・製造され、実戦にも投入された。
日本の甲標的は、1941年の開戦時における真珠湾攻撃や1942年のシドニー港攻撃やディエゴ・スアレス港の攻撃等に投入された。真珠湾攻撃では戦艦ウェストバージニアと戦艦オクラホマに魚雷を命中させたとされる。ディエゴ・スアレスでは戦艦ラミリーズを大破、油槽船ブリティッシュ・ロイヤルティ（6,993トン）を撃沈した。またガダルカナルの作戦において米輸送艦アルチバ(USS Alchiba, AK-23)、米輸送艦マジャバ(USS Majaba, AG-43)など数隻を撃破した。
ドイツでは1943年9月にイギリスの特殊潜航艇によってティルピッツが攻撃されたことを機に開発が始まり、ネガー、モルヒ、ヘヒト、デルフィンといった特殊潜航艇を開発した。ドイツの特殊潜航艇は日本のそれよりも小型で、一人乗りのものが多かった。魚雷を改造しただけというものもあり、1,000隻以上の大量の特殊潜航艇が製造されたものの、どれもこれといった活躍を見せることはなかった。戦果といえるものは駆逐艦1隻と輸送船数隻程度であるとされている。
接近して艦船を攻撃する魚雷を模した特殊潜航艇を人間魚雷とも呼ぶ。

## 各国の特殊潜航艇

### 日本

#### 大日本帝国海軍
- 甲標的（量産型1940年以降）
- 蛟竜（量産型1945年）
- 海龍（量産型1945年）
- 震海（試作のみ）
- 邀撃艇（試作のみ）

#### 大日本帝国陸軍
- 小型潜航攻撃艇（試作のみ）

### イギリス
- X艇（1942年以降）
- ウェルマン潜水艦（英語版）（1942年）[3]
- XE級潜水艦（1944年）
- スティックルバック級潜水艦（1950年代）

### ドイツ
- ビーバー (特殊潜航艇)（1944年以降）
- モルヒ (特殊潜航艇)（1944年以降）
- ネガー (特殊潜航艇)（1944年以降）
- マーダー (特殊潜航艇)
- UボートXXVII型（1944年以降、ヘヒトやゼーフントとも呼ばれる）
- デルフィン（試作のみ）